# Prekeramisch Neolithicum

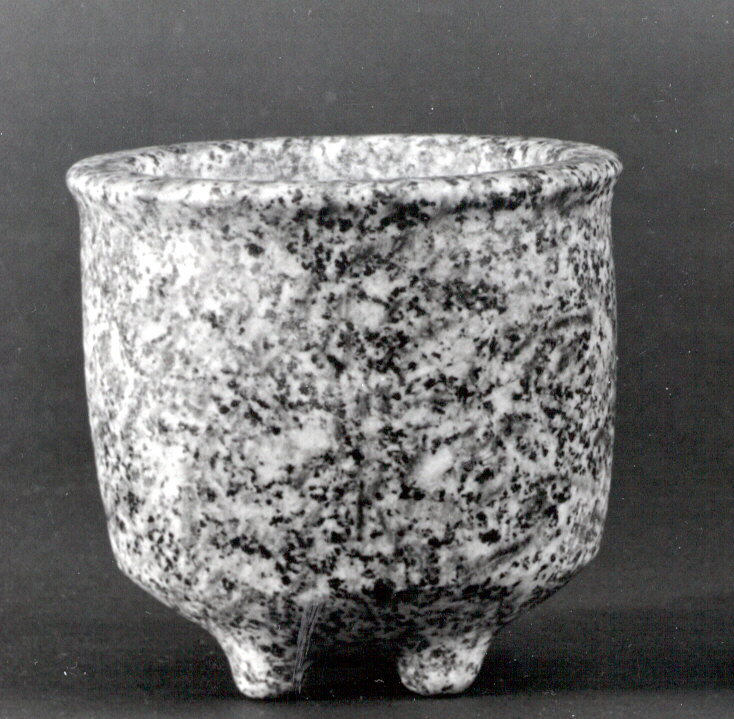
vaatwerk uit graniet

Het Prekeramisch Neolithicum is de vroege periode van het Neolithicum waarin landbouw en veeteelt werden bedreven maar geen aardewerken vaatwerk werd gemaakt. Beeldjes en andere dingen gemaakt van gebakken klei kunnen echter wel bekend zijn. Ze wordt opgevolgd door het Keramisch Neolithicum.
De term Prekeramisch Neolithicum werd in de jaren vijftig bedacht door Kathleen Kenyon, toen deze bij opgravingen in Tell es-Sultan bij Jericho een opvolging van lagen zonder aardewerk vond. Omdat in die tijd de hypothese van een neolithische revolutie met een relatief snelle overgang naar de landbouw werd verdedigd, veroorzaakte de tijdelijke scheiding van landbouw, sedentarisme en aardewerk een sensatie. In Oost-Azië was de situatie omgekeerd, daar ontstond de pottenbakkerskunst lang voor de ontwikkeling van landbouw en veeteelt.
Men spreekt ook wel van een Akeramisch Neolithicum. Akeramische periodes kunnen echter ook voorkomen als het gebruik van gebakken klei al bekend is. John Evans interpreteerde de vroegste lagen van Knossos oorspronkelijk als een korte vestigingsperiode van immigranten, die slechts vanwege de speciale omstandigheden geen keramiek produceerden.
In latere tijdperken kunnen ook akeramische periodes voorkomen, zoals in de Ierse late IJzertijd en de vroege middeleeuwen van Wales, Schotland en Ierland. Ook de Polynesiërs verloren uiteindelijk de kunst van het pottenbakken.

## Levant
In de Levant werd vanaf het 9e millennium v.Chr. vaatwerk van steen, gips en kalk gemaakt. De zogenaamde White Ware werd gemaakt van gebrande kalk of gips, waarschijnlijk in manden. 
Het PPN strekt zich daar uit vanaf het begin van het Holoceen tot het begin van het 7e millennium v.Chr. [10]. Het tijdvak wordt onderverdeeld in de perioden Prekeramisch Neolithicum A en Prekeramisch Neolithicum B (PPNA en PPNB). In Palestina en Cyprus vindt men ook nog een Prekeramisch Neolithicum C.

## Anatolië
In Anatolië is er een prekeramisch Neolithicum op locaties als Aşıklı Höyük, Göbekli Tepe, Pınarbaşı Gölü en Boncuklu Höyük vastgesteld. Dit wordt soms onderverdeeld in PPN A- en B-fasen zoals in de Levant, maar beter spreekt men hier van een vroeg en laat prekeramisch Neolithicum. James Mellaart beschreef akeramische lagen bij Çatalhöyük, maar in het laatste opgravingsseizoen werd daar opnieuw keramiek gevonden.

## Egeïsch gebied
In de oudste lagen van Knossos op Kreta werd door John Evans een nederzetting uit het akeramisch Neolithicum vrijgelegd.
In Thessalië postuleerde Vladimir Milojčić het bestaan van een akeramisch Neolithicum, maar dit bleek ongegrond. Dimitrios Theocharis stelde ook voor Kastraki Magoula (Sesklo), Soufli Magoula en Achilleion akeramische periodes voor, latere opgravingen door Kostas Gallis en Marija Gimbutas konden dit echter niet bevestigen.

## Egypte
Ook in Egypte zijn prekeramisch neolitische culturen gevonden, zoals de Qadancultuur van Neder-Nubië. In hoeverre deze beïnvloed zijn door de gelijktijdige culturen in de Levant is omstreden. 